# Nuoto ai campionati europei di nuoto 2014 - Staffetta 4x200 metri stile libero femminile
La staffetta 4x200 m stile libero femminile degli Europei 2014 si è svolta la sera del 21 agosto 2014.

## Medaglie
| Posizione | Oro                                                                      | Argento                                                      | Bronzo                                                           |
| --------- | ------------------------------------------------------------------------ | ------------------------------------------------------------ | ---------------------------------------------------------------- |
| Paese     | Italia                                                                   | Svezia                                                       | Ungheria                                                         |
| Atlete    | Alice Mizzau Stefania Pirozzi Chiara Masini Luccetti Federica Pellegrini | Michelle Coleman Louise Hansson Sarah Sjöström Stina Gardell | Zsuzsanna Jakabos Evelyn Verrasztó Boglárka Kapás Katinka Hosszú |

## Record
Prima della manifestazione il record del mondo (RM), il record europeo (EU) e il record dei campionati (RC) erano i seguenti.
| Record mondiale       | 7'42"08 | Cina        | 30 luglio 2009 Roma, Italia      |
| Record europeo        | 7'45"51 | Regno Unito | 30 luglio 2009 Roma, Italia      |
| Record dei campionati | 7'50"82 | Germania    | 3 agosto 2010 Budapest, Ungheria |

Durante la competizione sono stati migliorati i seguenti record:
| Data      | Evento | Nazione | Tempo   | Record                |
| --------- | ------ | ------- | ------- | --------------------- |
| 21 agosto | Finale | Italia  | 7'50"53 | Record dei campionati |

## Finale
| Pos. | Nazione     | Atlete | Tempo | Corsia  | Note                  |
| ---- | ----------- | --- | ----- | ------- | --------------------- |
|      | Italia      | Alice Mizzau (1'58"34) Stefania Pirozzi (1'57"63) Chiara Masini Luccetti (1'58"06) Federica Pellegrini (1'56"50)                    | 1     | 7'50"53 | Record dei campionati |
|      | Svezia      | Michelle Coleman (1'57"20) Louise Hansson (1'58"68) Sarah Sjöström (1'53"64) Stina Gardell (2'01"51)                                | 2     | 7'51"03 |                       |
|      | Ungheria    | Zsuzsanna Jakabos (1'59"25) Evelyn Verrasztó (1'59"69) Boglárka Kapás (1'58"71) Katinka Hosszú (1'56"58)                            | 8     | 7'54"23 |                       |
| 4    | Russia      | Veronika Popova (1'56"78) Viktoriya Andreeva (1'59"11) Arina Openysheva (1'59"54) Victoria Malyutina (1'59"43)                      | 5     | 7'54"86 |                       |
| 5    | Francia     | Charlotte Bonnet (1'58"62) Ophelie Cyrielle Etienne (2'00"11) Coralie Balmy (1'56"28) Cloe Hache (2'00"35)                          | 4     | 7'55"36 |                       |
| 6    | Regno Unito | Rebecca Turner (2'00"42) Jazmin Carlin (1'57"46) Shauna Lee (1'59"77) Aimee Willmott (1'59"60)                                      | 3     | 7'57"25 |                       |
| 6    | Spagna      | Melanie Costa Schmid (1'57"04) Fatima Gallardo Carapeto (1'59"77) Judit Ignacio Sorribes (2'00"34) Mireia Belmonte Garcia (2'00"10) | 7     | 7'57"25 |                       |
| 8    | Svizzera    | Noemi Girardet (2'03"05) Danielle Carmen Villars (2'01"99) Lisa Stamm (2'03"56) Martina Van Berkel (2'01"93)                        | 6     | 8'10"53 |                       |